# Kálmán Tihanyi
Kálmán Tihanyi (Üzbég, 28 april 1897 – 26 februari 1947) was een Hongaarse elektrotechnicus en uitvinder. Als pionier op het gebied van elektronische televisie deed hij belangrijke uitvindingen in de ontwikkeling van de kathodestraalbuis en de iconoscoop. De uitvindingen werden gekocht en verder ontwikkeld door de RCA en de Duitse bedrijven Loewe AG en Fernseh AG.

## Biografie
Tihany studeerde elektrotechniek en natuurkunde in Bratislava en Boedapest. In zijn tienerjaren bouwde hij al verscheidene uitvindingen; zo wist hij op 17-jarige leeftijd zijn uitvinding van een op afstand bestuurd verkeerslicht te verkopen aan een Weens bedrijf. Tijdens de Eerste Wereldoorlog diende hij eerst als artillerietechnicus en later als radiotechnicus in het Oostenrijk-Hongaarse Marine hoofdkwartier in Pola. Hier ontwikkelde hij een op afstand bediende zeemijn, die met succes door de marine werd ingezet.

### Televisie
Hoewel zijn interesse in televisie teruggaat tot 1917, duurde het tot 1924 voordat hij de oplossing vond waar hij op zoek naar was en hij de eerste experimenten ernaar begon. Rond april 1925 had hij zekerheid over de haalbaarheid van zijn ideeën. Op 20 maart 1926 diende hij zijn eerste televisie-octrooi in, waarbij hij het concept introduceerde van "lading opslag". Hij noemde zijn uitvinding "Radioskop", en zijn patentaanvraag omvatte 42 bladzijdes met gedetailleerde gegevens over het ontwerp van zijn volledige elektronische televisiecamera en de massaproductie ervan.
Het idee om ook de kathodestraalbuis van Braun aan de zendzijde te gebruiken was niet nieuw. Het principe was al in 1908 door A. A. Campbell Swinton in detail beschreven in het tijdschrift Nature. Daarna was begin jaren 1950 geprobeerd het in de praktijk te brengen door onder andere Vladimir Zworykin, Schultz en Sabbah. Echter, deze uitvindingen gaven wegens de vele technische problemen ontmoedigende resultaten. De uitvinding van Tihanyi was echter voorzien van een radicale innovatie, namelijk een lichtgevoelig scherm die het beeld vasthoudt totdat de afscannende elektronenstraal het heeft afgelezen.
In 1928 patenteerde hij een verbeterde, verfijnde versie die de basis zou vormen van alle iconoscopen. Na te zijn afgewezen door de Duitse bedrijven Siemens en Telefunken – die in eerste instantie zeer enthousiast waren maar later toch zijn systeem verwierpen om te blijven vasthouden aan elektromechanische systemen – verkocht hij na vier jaar onderhandelen in 1934 zijn patentrechten aan het Amerikaanse bedrijf Radio Corporation of America. Onder leiding van Zworykin ontwikkelde dit bedrijf op basis van Tihanyi’s patent een commercieel werkende televisie opnamecamera.

### Luchttorpedo
In de tussentijd was Tihanyi op uitnodiging van het Britse Ministerie van Luchtvaart in Londen begonnen om een prototype te maken van een luchttorpedo. Hij beschreef het "als een apparaat dat ogen heeft waarmee hij bewegende doelen ziet en zijn weg daarnaartoe volgt om het te vernietigen. Eind 1934 werd hij door de Italiaanse Marine gevraagd om voor hen een vergelijkbare torpedo te ontwerpen. Gedurende de volgende drie jaar verdeelde hij zijn tijd tussen beide locaties.
In 1940 keerde Tihanyi terug naar Hongarije, waar hij eind 1941 begon aan de bouw van een reflector voor het opwekken van ultrasone golven. Rond dezelfde tijd raakte hij betrokken bij het verzet en ontwikkelde een naaste vriendschap met de leider ervan, Endre Bajcsy-Zsilinszky. In 1941 werd hij gearresteerd en kortstondig vastgezet omdat hij in verband werd gebracht met propaganda materiaal tegen Hitler en Basch.
Na de bezetting van Hongarije door de Duitse troepen in maart 1944 werd hij door de Gestapo gearresteerd en vastgezet in de Margit Ring gevangenis. Hij overleefde vijf maanden van eenzame opsluiting, honger en ondervragingen. Na zijn vrijlating ging hij, na de afzetting van de Hongaarse regent Miklós Horthy en de installatie van Ferenc Szálasi als minister-president, net als de rest van het verzet, ondergronds.
Na zijn overlijden in 1947 liet hij een groot aantal uitvindingen achter, waaronder geluiddempende muren, energiezuinige lampen, een apparaat om infrarood licht te scheiden van lichtgolven en een groep uitvindingen gebaseerd op ultrasone geluidstechnologie, zoals een methode om de uitstoot van koolmonoxide te elimineren. Vele manuscripten waren voorzien van de tekst: "Te bewaren voor vredestijd".